# Младотурска револуција
Младотурска револуција из 1908. је била револуција коју је извела турска војска којом је поништена укидање парламента које је извео султан Абдул Хамид II, чиме је почела Друга уставна ера. Револуција је била значајан догађај током процеса распада Османског царства. 
Крајем 19. и почетком 20. века, Турска је била у великој кризи. Говорило се да је „болесник на Босфору“. Осим на Балкану, имала је проблема са покореним народима и у другим деловима царства. Незадовољство стањем у држави и владавином султана Абдула Хамида II довело је до револуције 1908. године. Група прозападних официра је преузела власт, донела устав и прогласила начело „Отоманско царство Отоманима“. Револуција је окупила шаролик савез реформских плуралиста, турских националиста, западно оријентисаних секулариста и свакога ко је оптуживао султана за хаос у царству. Револуцијом је враћена скупштина, коју је суспендовао султан 1878. Међутим, процес замене монархијских институција уставним институцијама и изборним системом није био ни једноставан нити је промена режима протекла без крвопролића. Наредне године је дошло до промене на престолу избором Мехмеда V за султана. Младотурци су прогласили равноправност свих вера, али је то било само формално. Прави циљ им је био да наметну турски језик и један национални осећај свим народима у држави. Тиме су против себе окренули све хришћанске народе и нетурске муслимане, као и представнике бивше власти. Периферни крајеви царства су наставили да се отцепљују под притиском локалних револуција.
Младотурску револуцију Аустроугарска је искористила за анексију Босне и Херцеговине, док је Бугарска прогласила независност.

## Позадина
Младотурски покрет настаје као опозиција режиму султана Абдул-Хамида II. Он је окупљао разне групације које су за циљ имале свргавање султана и провођење реформи са циљем очувања Османског царства. Младотурци су 1908. године имали као главни циљ сазивање парламента и проглашење Устава као првих корака ка демократизацији Царства. Носиоци покрета били су Турци који су путовали по Европи увиђајући заосталост Османског царства и схватајући да се Царство од осталих европских држава највише разликује по државном уређењу. Прихватају идеје Француске револуције (слобода, једнакост, братство), почињу говорити о правима човека. Султан Абдул-Хамид је укидањем Устава из 1876. године окончао период „танзимата“ (1839—1876) и завео своју апсолутистичку владавину.
Прве вође покрета нису били политичари већ песници и писци (средина 19. века). Власти су покушавале забранити штампање новина хапшењем њихових уредника. Шездесетих година 19. века јављају се либералне идеје у Османском царству. Критикује се власт и траже реформе. Први покушај организовања либерала догодио се 1865. године када је основана група од шест људи (касније њихов број расте) по угледу на италијанске карбонаре. Програм овог друштва није познат, али су за његов рад били заинтересована и двојица принца османске династије као и Мустафа Фазил из египатске владајуће куће. 
Танзимат је доживео свој врхунац Уставом из 1876. године, писаном по узору на Белгијски устав из 1831. године, са 119 чланова. Чланови парламента долазе у сукоб са министрима (извршиоцима султанове воље). Против неких су подигли оптужнице и затражили су да се ти министри испитају пред парламентом, након чега султан распушта парламент који се није састао следећих 30 година. Отпочиње самовољна владавина султана Абдул-Хамида. Султан је спроводио мање реформе, али оне нису могле утицати на побољшање положаја читавог Царства. Он ствара свој култ личности. Његов режим временом добија све више противника. 
Иронично, опозицију султану предводили су млади, образовани људи, школовани у школама које је сам Абдул-Хамид реорганизовао и реформисао. Раде на идејама својих претходника, односно либералних покрета из шездесетих година и писаца са половине 19. века. Прва група отпора организована је 1889. године (Друштво Османлија) по узору на италијанске карбонаре. У иностранству они објављују часопис „Млада Турска“. Један од најистакнутијих чланова друштва био је Ахмед Риза Беј, под чијим утицајем друштво мења име у „Османско друштво за уједињење и напредак“. Циљ којем друштво тежи био је повратак Устава из 1876. године и повратак парламентаризма. Међу либералима долази до сукоба између присталица ослањања на велике силе (Ахмед Риза) и противнике стране интервенције. Османско друштво за уједињење и напредак противило се интервенцији. Оно мења име у „Друштво за напредак и уједињење“ (ИТЦ). Управо оно ће одиграти најзначајнију улогу у спровођењу Младотурске револуције.
Вођа ИТЦ-а, Ахмед Риза, имао је седиште у Паризу. Султан је основао посебан преки суд само за суђење члановима младотурског покрета. Долази до сукоба Ахмеда Ризе и Махмуда Беја (вође младотурске групације у Египту), двојице најзначајнијих чланова младотурског покрета. Султан је приволео Беја да узме учешћа у власти, што доводи до кризе у покрету (1899). Исте године Дамад Махмуд Целадин-паша, унук султана Махмуда II, бежи из Цариграда и приближава се младотурцима. Сабахедин, син Абдул-Хамидове сестре, такође прилази младотурцима и постаје вођа покрета уз Ахмеда Ризу и његов главни противник.

## Увод
Припреме за Младотурску револуцију врше се током 1907. и 1908. године, када долази до кулминације финансијске кризе у Царству и побуне дела становништва (нарочито војника) који нису добијали плате. Такође, спољнополитички положај Царства био је незавидан јер је чак и Велика Британија стала на страну противника, те су младотурци одлучили прећи у акцију како би спречили комадање Царства.
Главно жариште устанка била је Македонија која је након Илинденског устанка била под посебном заштитом великих сила. Године 1906. ИТЦ организује огранке у војсци. Своју прву војну ћелију оснива у Дамаску под Кемалом-пашом Ататурком, касније првим председником Турске. Сличан утицај успоставили су над Трећом армијом са седиштем у Солуну који постаје друго жариште ИТЦ-а, поред Париза, односно центар младотурака у Царству.
Управо су европске силе омогућиле револуцију у Турској јер је због присутности њихових агената стање у Македонији било другачије него у остатку Царства. То је подстакло тамошње становништво да стане уз младотурке против легалних власти. Војска је била незадовољна због нередовних плата, а ИТЦ их је подстицао да се организују и траже своја права. Гласине о договору енглеског краља Едварда и руског цара Николаја о подели Македоније утицале су на ИТЦ да покрене програм мобилизације. Султан је позвао неке од вођа ИТЦ-а у Цариград, али се они нису одазвали позиву већ су се наоружали и отишли у брда како би организовали отпор.

## Револуција
Султан је поставио Шемси-пашу на чело одреда који су кренули да угуше отпор, али је ИТЦ успео да га убије. Наследник Шемси-паше (његов зет) и сам је припадао ИТЦ-у. Равнотежа снага мења се у корист младотурака. ИТЦ на своју страну привлачи силе које успева да убеди да ће од револуције имати користи хришћани у Царству, као и Албанце. Започиње револуцију широм Царства. Истовремено бомбардује владу телеграмима у којима тражи повраћај Устава. Уследио је ултиматум султану да врати устав или ће снаге ИТЦ-а умарширати у престоницу. Султан је морао признати пораз и сазвати парламент, а потом поново прогласити Устав. Тиме је отпочела друга уставна ера Османског царства.
Становништво у азијским деловима Царства није било ни свесно револуције. ИТЦ је изашао као потпуни победник, те се може рећи да је следеће две године постојало двовлашће – легална влада и ИТЦ. ИТЦ је остварио победу на расписаним изборима те је држао парламент под својом контролом.

## Последице
Године 1909. извршен је покушај контрареволуције. Новоосновано Друштво за исламско јединство које се залагало за замену Устава шеријатом придобија Прву армију и тражи уклањање Ахмеда Ризе и прекидање ИТЦ-овог утицаја у војсци. ИТЦ напушта престоницу где никада ни није био јак. Султан је искористио догађаје да обнови своју моћ. Војску ИТЦ-а која је кренула на Цариград организовао је Мустафа Кемал. Она је, наводно, заводила ред у престоници што је испочетка прихватио и султан. Кемалова војска заузима престоницу, након чега скупштина доноси одлуку о свргавању Абдул-Хамида. На његово место дошао је његов брат Мехмед V. Абдул-Хамид је мирно прихватио свргавање са власти и наставио је живети у Солуну. Због опасности да не падне у руке Грка, враћен је 1912. године у Цариград где је живео до своје смрти 1918. године.

## Галерија
- Извештај о зверствима Албанаца у Битољу након Револуције